# Ladislav Fouček
Ladislav Fouček (10 de dezembro de 1930 — 4 de julho de 1974) foi um ciclista olímpico tchecoslovaco. Representou sua nação nos Jogos Olímpicos de Verão de 1952 e 1956.